# Kosmos 50
Kosmos 50 – radziecki satelita rozpoznawczy; statek serii Zenit-2 programu Zenit, którego konstrukcję oparto na załogowych kapsułach Wostok. Misja nieudana – usterka systemu silników hamujących wymusiła zdalne zniszczenie statku na orbicie okołoziemskiej w 8. dniu misji.